# シチリアーノ 裏切りの美学
シチリアーノ 裏切りの美学（シチリアーノうらぎりのびがく、原題：Il traditore）は2019年のイタリアの犯罪映画。監督はマルコ・ベロッキオ、出演はピエルフランチェスコ・ファヴィーノ、マリア・フェルナンダ・カンディド、ファブリツィオ・フェッラカーネ、ファウスト・ルッソ・アレージ、ルイジ・ロ・カーショなど。
実在したコーサ・ノストラの大物マフィアで、後に組織に背いて司法に協力したことで知られるトンマーゾ・ブシェッタの生涯を描く。
第92回アカデミー賞国際長編映画部門にイタリア代表作品として出品されたが、ノミネートには至らなかった。

## あらすじ
1980年9月4日。シチリアは世界中の麻薬取引の中心地であった。コーサ・ノストラのうち、パレルモとコルレオーネに拠点を置く二つの組織が取引を仕切り、家族として結束を誇示していたが、実際には激しく競合していた。パレルモの守護聖人である聖ロザリアの日を祝うステファノ・ボンターデの邸宅でのパーティーには、双方の組織のメンバーが出席し、その中心にはパレルモ側のボスでドン・マジーノと呼ばれるトンマーゾ・ブシェッタがいた。ブシェッタはこの日、差し迫った抗争の危険を察知し、身を守るため家族とともにブラジルへ移住することを決意する。
組織間の緊張の高まりは間もなくあらわになり、マフィアのボスやその家族・親類が次々と殺害されることとなる。シチリアに残っていたブシェッタの二人の息子、ベネデットとアントニオも失踪した。ブシェッタ自身、南米に身を置いているにもかかわらず危険を感じていた。ブラジルの警察は偽名を使っていたブシェッタの身元を突き止めて拘束し、身体的・精神的な拷問を加える。イタリアへの犯罪人引渡し手続きが始まると、ブシェッタはストリキニーネを飲んで自殺を図り、痙攣を起こして病院に収容された。
一命を取り留めたブシェッタは、イタリアに移送される。今や金も権力も失ったブシェッタが、サルヴァトーレ・リイナ率いるコルレオーネ側の組織に狙われることは必定であった。反マフィアを掲げるジョヴァンニ・ファルコーネ判事は、ブシェッタに司法への協力を提案するが、それはマフィアの掟に背き、組織への死に値する裏切りを犯すことを意味した。ブシェッタはこの提案を受け入れ、取り調べに対して、コーサ・ノストラの関係者の名前、組織構成、規則、計画、儀式などについて供述していく。こうして情報提供者となったブシェッタだったが、改悛者と見なされることは拒んだ。ブシェッタ自身と最近のマフィアとは全く性格が異なるからというのがその理由だった。やがて、ブシェッタの旧友であるサルヴァトーレ・コントルノ（トトゥッチョ）も、司法への協力を始める。ただし、コントルノはブシェッタとは違って強いシチリア訛りでしか話せなかったため、話の内容を伝えることに苦労した。
ブシェッタとコントルノの協力によって、史上初めてマフィアの実態を知ることができたイタリアの司法機関は、組織に対して次々と電撃戦を仕掛け、構成員を逮捕していく。1986年には、パレルモのウッチャルドーネ刑務所内に作られた特別裁判所で、475人もの被告を裁くための前代未聞のマフィア大裁判（マキシプロチェッソ）が開かれ、ブシェッタも最重要証人として出廷する。アルフォンソ・ジョルダーノ判事が裁判長を務めたこの裁判の審理は、被告たちが徹底的に罪状を否認し、無罪を主張し続ける中で行われた。被告たちの多くはブシェッタとの直接対決を望んでいたが、ブシェッタの昔馴染で元部下のジュゼッペ・カロとの対決を目の当たりにすると、考えを改める。被告である組織構成員たちは有罪判決を受け、ブシェッタへの報復を誓う。ブシェッタは家族とともに米国へ移住し、司法機関による保護のもとで暮らすが、絶えず身の危険を感じ続け、頻繁に転居するようになる。一方イタリアでは、ブシェッタの親戚であるというだけでマフィアとは何ら関わりのない人たちが次々に殺害されていた。その中には、ブシェッタと絶縁していた姉の夫もいた。
1992年5月23日、ファルコーネ判事が暗殺される。イタリアへ帰国することを判事に約束していたブシェッタは、その約束を果たすことを決意し、それまで口を閉ざしていた唯一の話題についてもついに語り始める。それはすなわちマフィアと政治の繋がりであり、とりわけイタリア政界の最重要人物であるジュリオ・アンドレオッティに関わる内容だった。これによって「世紀の裁判」が開かれることとなり、ブシェッタも証人として出廷するが、アンドレオッティ側の弁護士によって証言の矛盾を突かれるなどして苦境に立たされる。同じ頃、サルヴァトーレ・リイナが逮捕される。リイナを被告とする裁判の中で、ブシェッタは、失踪した二人の息子ベネデットとアントニオがカロらによって絞殺されていたことを知り、息子たちをブラジルに連れて行かなかったことを後悔する。
晩年のブシェッタは身を潜めながらも、3番目の妻との間にもうけた子供たちに囲まれて米国で暮らし、2000年に病気で亡くなった。死の直前、ブシェッタは、マフィアとしての最初の仕事のことを思い出す。若き日のブシェッタは、ある男を殺害することを命じられたのだが、危険を察知したその男は、洗礼を受けたばかりの幼い息子を抱いてブシェッタに近づいてきた。当時のコーサ・ノストラは子供の殺害を厳格に禁じていたため、赤ん坊を撃ってしまうことを恐れたブシェッタは男に向けて発砲することができなかった。以降、標的の男は息子を連れずには外出できなくなり、その習慣は息子が成長してからも続いた。ブシェッタは、その息子の結婚式の日に標的の男を殺害することを夢想する。その日だけは、息子も父親を守ることができないはずだからだ。

## キャスト
- トンマーゾ・ブシェッタ（ドン・マジーノ）：ピエルフランチェスコ・ファヴィーノ
- マリア・クリスティーナ・グイマレス・デ・アルメイダ：マリア・フェルナンダ・カンディド - ブシェッタの妻。
- ジュゼッペ（ピッポ）・カロ：ファブリツィオ・フェッラカーネ
- ジョヴァンニ・ファルコーネ：ファウスト・ルッソ・アレージ - マフィア撲滅運動の先頭に立つ判事。
- サルヴァトーレ（トトゥッチョ）・コントルノ：ルイジ・ロ・カーショ

## 公開
第72回カンヌ国際映画祭コンペティション部門での上映に続き、イタリアでは2019年5月23日から劇場公開された。日本では2020年8月28日から劇場公開された。

## 主な受賞とノミネート
- ヨーロッパ映画賞（2019年）
  - ノミネート：作品賞
  - ノミネート：監督賞（マルコ・ベロッキオ）
  - ノミネート：脚本賞（マルコ・ベロッキオ、ルドヴィーカ・ランポルディ、ヴァリア・サンテッラ）
  - ノミネート：男優賞（ピエルフランチェスコ・ファヴィーノ）
- カンヌ国際映画祭（2019年）
  - ノミネート：パルム・ドール
- イタリア・ゴールデングローブ賞（2019年）
  - 作品賞
  - 作曲賞（ニコラ・ピオヴァーニ）
- ナストロ・ダルジェント賞（2019年）
  - 作品賞
  - 監督賞（マルコ・ベロッキオ）
  - 脚本賞（マルコ・ベロッキオ、ルドヴィーカ・ランポルディ、ヴァリア・サンテッラ、フランチェスコ・ピッコロ、フランチェスコ・ラ・リカータ）
  - 主演男優賞（ピエルフランチェスコ・ファヴィーノ）
  - 助演男優賞（ルイジ・ロ・カーショ、ファブリツィオ・フェッラカーネ）
  - 編集賞（フランチェスカ・カルヴェッリ）
  - 作曲賞（ニコラ・ピオヴァーニ）
  - ノミネート：プロデューサー賞（IBC Movie、Kavac Film、Rai Cinema）
  - ノミネート：撮影賞（ヴラダン・ラドヴィッチ）
  - ノミネート：衣装賞（ダリア・カルヴェッリ）
  - ノミネート：録音賞（ガエターノ・カリート、アドリアーノ・ディ・ロレンツォ）
- フライアーノ賞（2019年）
  - 脚本賞（フランチェスコ・ピッコロ）
- チャック・ドーロ賞（2020年）
  - 撮影賞（ヴラダン・ラドヴィッチ）
  - 編集賞（フランチェスカ・カルヴェッリ）
  - ノミネート：作品賞
  - ノミネート：監督賞（マルコ・ベロッキオ）
  - ノミネート：主演男優賞（ピエルフランチェスコ・ファヴィーノ）
- ダヴィッド・ディ・ドナテッロ賞（2020年）
  - 作品賞
  - 監督賞（マルコ・ベロッキオ）
  - オリジナル脚本賞（マルコ・ベロッキオ、ルドヴィーカ・ランポルディ、ヴァリア・サンテッラ、フランチェスコ・ピッコロ）
  - 主演男優賞（ピエルフランチェスコ・ファヴィーノ）
  - 助演男優賞（ルイジ・ロ・カーショ）
  - 編集賞（フランチェスカ・カルヴェッリ）
  - ノミネート：プロデューサー賞（IBC Movie、Kavac Film、Rai Cinema）
  - ノミネート：助演女優賞（マリア・アマート）
  - ノミネート：助演男優賞（ファブリツィオ・フェッラカーネ）
  - ノミネート：撮影賞（ヴラダン・ラドヴィッチ）
  - ノミネート：作曲賞（ニコラ・ピオヴァーニ）
  - ノミネート：美術賞（アンドレア・カストリーナ）
  - ノミネート：衣装デザイン賞（ダリア・カルヴェッリ）
  - ノミネート：メイクアップ賞（ダリア・コッリ、ロレンツォ・タンブリーニ）
  - ノミネート：ヘアスタイリスト賞（アルベルタ・ジュリアーニ）
  - ノミネート：音響賞
  - ノミネート：特殊視覚効果賞（ロドルフォ・ミリアーリ）
  - ノミネート：ヤング・ダヴィッド賞
- セザール賞（2020年）
  - ノミネート：外国映画賞